# Abd-an-Nur (nom)
Abd-an-Nur és un nom masculí teòfor àrab islàmic (àrab: عبد النور, ʿAbd an-Nūr) que literalment significa ‘Servidor de la Llum’», essent «la Llum» un dels epítets de Déu. Si bé Abd-an-Nur és la transcripció normativa en català del nom en àrab clàssic, també se'l pot trobar transcrit Abdul Nur, Abdul Noor... normalment per influència de la pronunciació dialectal o seguint altres criteris de transliteració. Com a teòfor, també el duen molts musulmans no arabòfons que l'han adaptat a les característiques fòniques i gràfiques de la seva llengua.
Vegeu aquí personatges i llocs que duen aquest nom.